# Кан (притока Турне)
Кан (рос. Кан) — річка в Удмуртії (Красногорський район), Росія, права притока Турне.
Річка починається за 5 км на південний схід від присілку Пивовари. Протікає спочатку на південь, потім повертає на південний схід, нижнє русло спрямоване на схід. Впадає до Турне за 2 км на північ від села Валамаз.
Русло вузьке, долина неширока. Береги повністю заліснені, місцями заболочені. Річка приймає декілька дрібних приток.
Над річкою не розташовано населених пунктів, але її перетинає вузькоколійна залізниця.
| Річка | Це незавершена стаття про річку. Ви можете допомогти проєкту, виправивши або дописавши її. |